# Matt Bianco
Matt Bianco – brytyjska grupa muzyczna, założona w roku 1983, wykonująca muzykę z pogranicza popu, jazzu i bossa novy. Liderem grupy i jej jedynym stałym członkiem jest Mark Reilly. Na przestrzeni lat w skład wchodzili również Basia Trzetrzelewska i Danny White. Do najsłynniejszych przebojów grupy należą „Get Out of Your Lazy Bed”, „Half a Minute”, „Yeh Yeh” i „Don’t Blame It on That Girl”.

## Historia
Zespół został założony przez Marka Reilly’ego, Danny White’a i Kito Poncioniego. Do składu szybko weszła także polska wokalistka Basia Trzetrzelewska, która wcześniej występowała z Dannym w grupie Bronze. Poncioni odszedł z Matt Bianco jeszcze przed nagraniem pierwszej płyty, Whose Side Are You On?, wydanej przez wytwórnę WEA w 1984. Płyta odniosła sukces, wchodząc na międzynarodowe listy sprzedaży, w tym do 3. miejsca w Niemczech i 1. w Austrii. Pochodziło z niej pięć przebojowych singli: „Get Out of Your Lazy Bed”, „Half a Minute”, „Sneaking Out the Back Door”, „More Than I Can Bear” i nagranie tytułowe.
Pomimo sukcesów, Basia i Danny wkrótce opuścili Matt Bianco, by zająć się solową karierą wokalistki. Do zespołu dołączył wówczas Mark Fisher oraz została rekrutowana nowa wokalistka, Jenni Evans. W 1986 roku ukazała się druga płyta, zatytułowana po prostu Matt Bianco, jednak tuż po jej wydaniu Evans również odeszła z zespołu i nie została zastąpiona. Z tej płyty pochodzi duży przebój „Yeh Yeh”, cover piosenki, którą w latach 60. wydał Georgie Fame. Druga płyta dorównała popularnością debiutanckiej i uplasowała się w top 10 na kilku europejskich listach, w tym ponownie na miejscu 1. w Austrii.
W 1988 roku singel „Don’t Blame It on That Girl” dotarł do 11. miejsca na brytyjskiej liście przebojów, zostając tym samym największym sukcesem Matt Bianco w tym zestawieniu. Piosenka promowała ich trzecią płytę, Indigo, która okazała się kolejnym sukcesem komercyjnym. Część materiału na niej wyprodukował Emilio Estefan. W 1990 roku ukazała się kompilacja największych hitów zespołu, The Best of Matt Bianco, którą promowało nagranie „Wap Bam Boogie”. Kolejna płyta, Samba in Your Casa, ukazała się jesenią 1991 i kończyła współpracę Matt Bianco z koncernem Warner. Nie odniosła ona sukcesu, choć singel „What a Fool Believes” był umiarkowanym hitem w Irlandii.
Kolejne płyty muzycy zaczęli wydawać niezależnie, jedynie przy wsparciu takich wytwórni jak Victor Entertainment w Japonii czy ZYX Music w Niemczech, gdzie zespół wciąż cieszył się popularnością. W 1994 „Our Love” był ich ostatnim singlem jaki uplasował się na niemieckiej liście przebojów. Płyta World Go Round z 1997 dotarła do 23. miejsca na liście sprzedaży w Japonii.
Po nagraniu albumu Echoes (2002) Reilly i Fisher tymczasowo zawiesili współpracę, a do zespołu tymczasowo powrócili Basia Trzetrzelewska i Danny White. W roku 2004 odbyła się premiera albumu Matt’s Mood, wydanego przez EmArcy Records i koncern Universal. Był to pierwszy od dwudziestu lat album Matt Bianco nagrany w oryginalnym składzie. Powrót ten spotkał się z dobrym przyjęciem, a płyta weszła na międzynarodowe listy przebojów, w tym na miejsce 10. w Polsce. Basia i Danny ponownie odeszli z Matt Bianco po zagraniu trasy koncertowej, a do zespołu powrócił Mark Fisher. Kolejne płyty duetu przeszły jednak bez echa.
W 2016 Matt Bianco wspólnie z holenderską grupą jazzową New Cool Collective wydał płytę The Things You Love, już bez Fishera, który zmarł pod koniec roku. W 2017 ukazało się solowe wydawnictwo Gravity, a w 2020 kolejna kolaboracja z New Cool Collective pt. High Anxiety. W 2022 Matt Bianco wydał dwupłytowe wydawnictwo The Essential Matt Bianco. Re-Imagined, Re-Loved, na którym znalazły się nowe wersje i remiksy starszych przebojów.

## Skład
Obecni członkowie
- Mark Reilly – wokal

Byli członkowie
- Mark Fisher – instrumenty klawiszowe
- Danny White – instrumenty klawiszowe
- Basia Trzetrzelewska – wokal
- Kito Poncioni – gitara basowa
- Jenni Evans – wokal

## Dyskografia
- 1984: Whose Side Are You On?
- 1986: Matt Bianco
- 1988: Indigo
- 1991: Samba in Your Casa
- 1994: Another Time Another Place
- 1995: Gran Via
- 1997: World Go Round
- 2000: Rico
- 2002: Echoes
- 2004: Matt’s Mood
- 2009: Hifi Bossanova
- 2012: Hideaway
- 2016: The Things You Love (oraz New Cool Collective)
- 2017: Gravity
- 2020: High Anxiety (oraz New Cool Collective)